# リビングストンデージー
リビングストンデージー（英 Livingstone daisy, 学名 Dorotheanthus bellidiformis)は、ハマミズナ科の南アフリカ原産半耐寒性一年草。鉢植え用および暖地の花壇用草花として栽培されている。
メセンと呼ばれる植物群の一つで、同属植物は12種ほどある。

## 和名
古い図鑑には、紅玻璃草（べにはりそう）の和名を掲げるものもあるが、現在は全く使われていない。葉が多肉質で、花が菊に似ているため「サボテンギク」、同科のマツバギクに似ていて葉がへら状のため「ヘラマツバギク」ともいう。学名の種名は、「ヒナギク属のような形の」の意味であるが、キク科とは近縁ではない。

## 性状
匍匐しながら生育していく小型の植物で、草丈は10cmほどである。葉はへら型の多肉質で、長さ5cm、幅2cmくらいになる。花は早春に開き、直径3～5cmで、日が当たっているときだけ開花し、日陰・曇天・夜間には閉じるという性質を持つ。赤・樺色・黄色・紫紅色・ピンクなどの花色があるが、多数の花弁のように見えるものは萼片が変化したもので、花色に関わらず基部は白く、金属様の光沢がある。

## 栽培
伊豆半島の海岸線など、ほとんど霜の降りない地方では路地で栽培できるが、東京付近では霜よけが必要である。種まきは秋である。発芽適温が低いので、東京付近でも10月10日過ぎにまくのがよい。タネはかなり細かいので、浅鉢にまき、覆土はせず、鉢の下に受け皿をあてがって腰水で吸水させる方がよい。

## 利用法
鉢植えにして日当たりの良い窓辺やベランダなどで観賞する。強い霜が降りない地方なら、花壇に植えることもできる。